# وزیر کار و امور اجتماعی (ایران)
وزیر کار و امور اجتماعی وزیر وزارت‌خانهٔ کار و امور اجتماعی و یکی از اعضای هیئت دولت جمهوری اسلامی ایران بود.

## فهرست

### پهلوی
| ر.                      | نام         | نام                                     | نگاره                       | آغاز تصدی        | پایان تصدی       | دولت          | م.            |
| ----------------------- | ----------- | --------------------------------------- | --------------------------- | ---------------- | ---------------- | ------------- | ------------- |
| وزیر کار و تبلیغات      |             |                                         |                             |                  |                  |               |               |
| ۱                       |             | مظفر فیروز (۱۳۶۷–۱۲۸۵)                  |                             | ۱۰ مرداد ۱۳۲۵    | ۲۵ مهر ۱۳۲۵      | قوام ۶        | [ ۱ ]         |
| ۲                       |             | محمدولی فرمانفرمائیان (۱۳۶۷–۱۲۶۹)       |                             | ۲۷ مهر ۱۳۲۵      | ۲۷ آذر ۱۳۲۵      | قوام ۷        | [ ۲ ]         |
| ۳                       |             | احمد آرامش (۱۳۵۲–۱۲۸۷)                  |                             | ۲۸ آذر ۱۳۲۵      | ۱۳۲۶             | قوام ۷        | [ ۳ ]         |
| ۴                       |             | سلمان اسدی (۱۳۴۵–۱۲۸۶)                  |                             | ۱۳۲۶             | ۴ شهریور ۱۳۲۶    | قوام ۸        | [ ۴ ] [ ۵ ]   |
| وزیر کار                |             |                                         |                             |                  |                  |               |               |
| —                       | —           | —                                       | —                           | —                | —                | قوام ۹        |               |
| –                       |             | محمد سجادی سرپرست                       |                             | دی ۱۳۲۶          | اسفند ۱۳۲۶       | حکیمی ۳       | [ ۶ ]         |
| –                       |             | عبدالحسین هژیر (۱۳۲۸–۱۲۸۱) سرپرست       |                             | اسفند ۱۳۲۶       | . ۱۳۲۷           | حکیمی ۳       | [ ۷ ]         |
| —                       | —           | —                                       | —                           | —                | —                | هژیر          |               |
| —                       | —           | —                                       | —                           | —                | —                | ساعد ۴        |               |
| –                       |             | مصطفی عدل (۱۳۲۹–۱۲۶۱) سرپرست            |                             | ۱۳۲۸             | . ۱۳۲۸           | [ ۸ ]         |               |
| ۵                       |             | غلامحسین فروهر (۱۳۴۶–۱۲۸۲)              |                             | ۱۶ مرداد ۱۳۲۸    | دی ۱۳۲۸          | [ ۹ ]         |               |
| ۶                       |             | حسن شهید نورایی (۱۳۳۰–۱۲۹۱)             |                             | ۲۴ دی ۱۳۲۸       | بهمن ۱۳۲۸        | [ ۱۰ ]        |               |
| –                       |             | حبیب نفیسی (۱۳۶۳–۱۲۸۷) سرپرست           |                             | ۲۴ بهمن ۱۳۲۸     | ۶ اسفند ۱۳۲۸     | [ ۱۱ ]        |               |
| ۷                       |             | محمد نخعی (۱۳۶۴–۱۲۸۷)                   |                             | ۷ اسفند ۱۳۲۸     | ۷ شهریور ۱۳۲۹    | ساعد ۵        | [ ۱۲ ]        |
| ۷                       | ع. منصور ۲  | محمد نخعی (۱۳۶۴–۱۲۸۷)                   | [ ۱۳ ]                      | ۷ اسفند ۱۳۲۸     | ۷ شهریور ۱۳۲۹    |               |               |
| ۷                       | رزم‌آرا      | محمد نخعی (۱۳۶۴–۱۲۸۷)                   | [ ۱۴ ]                      | ۷ اسفند ۱۳۲۸     | ۷ شهریور ۱۳۲۹    |               |               |
| (۵)                     | رزم‌آرا      |                                         | غلامحسین فروهر (۱۳۴۶–۱۲۸۲)  |                  | ۷ شهریور ۱۳۲۹    | ۲ آبان ۱۳۲۹   | [ ۱۶ ]        |
| ۸                       | رزم‌آرا      |                                         | اسدالله علم (۱۳۵۷–۱۲۹۸)     |                  | ۲۹ آبان ۱۳۲۹     | ۲۱ اسفند ۱۳۲۹ | [ ۱۷ ]        |
| –                       |             | حبیب نفیسی (۱۳۶۳–۱۲۸۷) سرپرست           |                             | ۲۹ اسفند ۱۳۲۹    | ۶ اردیبهشت ۱۳۳۰  | علاء ۱        |               |
| ۹                       |             | محمدابراهیم امیرتیمور کلالی (۱۳۶۶–۱۲۷۳) |                             | ۱۱ اردیبهشت ۱۳۳۰ | ۱۳ دی ۱۳۳۰       | مصدق ۱        | [ ۱۸ ] [ ۱۹ ] |
| ۱۰                      |             | ابراهیم خلیل عالمی (۱۳۶۵–۱۲۸۸)          |                             | ۲۸ دی ۱۳۳۰       | ۲۸ مرداد ۱۳۳۲    | مصدق ۱        | [ ۲۰ ]        |
| ۱۰                      | مصدق ۲      | ابراهیم خلیل عالمی (۱۳۶۵–۱۲۸۸)          |                             | ۲۸ دی ۱۳۳۰       | ۲۸ مرداد ۱۳۳۲    |               |               |
| ۱۱                      |             | ابوالقاسم پناهی (۱۳۳۳–۱۲۸۲)             |                             | ۱ شهریور ۱۳۳۲    | مهر/آبان ۱۳۳۲    | زاهدی ۱       | [ ۲۱ ]        |
| ۱۲                      |             | مسعود ملکی (؟–۱۲۸۸)                     |                             | ۲۸ آبان ۱۳۳۲     | ۱۷ فروردین ۱۳۳۴  | زاهدی ۱       | [ ۲۲ ]        |
| ۱۲                      | زاهدی ۲     | مسعود ملکی (؟–۱۲۸۸)                     | [ ۲۳ ]                      | ۲۸ آبان ۱۳۳۲     | ۱۷ فروردین ۱۳۳۴  |               |               |
| ۱۳                      |             | سید محسن نصر (؟–۱۲۸۴)                   |                             | ۱۹ فروردین ۱۳۳۴  | ۱۴ فروردین ۱۳۳۶  | علاء ۲        | [ ۲۴ ]        |
| ۱۳                      | علاء ۳      | سید محسن نصر (؟–۱۲۸۴)                   | [ ۲۵ ]                      | ۱۹ فروردین ۱۳۳۴  | ۱۴ فروردین ۱۳۳۶  |               |               |
| ۱۴                      |             | آقاخان بختیار (۱۳۶۰–۱۲۹۰)               |                             | ۱۵ فروردین ۱۳۳۶  | ۶ شهریور ۱۳۳۷    | اقبال         | [ ۲۶ ]        |
| ۱۵                      |             | جمشید آموزگار (۱۳۹۵–۱۳۰۲)               |                             | ۸ شهریور ۱۳۳۷    | ۴ آبان ۱۳۳۸      | اقبال         | [ ۲۷ ]        |
| ۱۶                      |             | حسنعلی منصور (۱۳۴۳–۱۳۰۲)                |                             | ۴ آبان ۱۳۳۸      | ۱۰ بهمن ۱۳۳۸     | اقبال         | [ ۲۸ ]        |
| ۱۷                      |             | عبدالرضا انصاری (۱۳۹۹–۱۳۰۴)             |                             | ۱۰ بهمن ۱۳۳۸     | ۷ شهریور ۱۳۳۹    | اقبال         | [ ۲۹ ]        |
| ۱۸                      |             | احمدعلی بهرامی (؟–۱۲۹۸)                 |                             | ۹ شهریور ۱۳۳۹    | ۱۶ اردیبهشت ۱۳۴۰ | شریف‌امامی ۱   | [ ۳۰ ]        |
| ۱۸                      | شریف‌امامی ۲ | احمدعلی بهرامی (؟–۱۲۹۸)                 | [ ۳۱ ]                      | ۹ شهریور ۱۳۳۹    | ۱۶ اردیبهشت ۱۳۴۰ |               |               |
| ۱۹                      |             | عطاءالله خسروانی (۱۳۸۴–۱۲۹۸)            |                             | ۱۹ اردیبهشت ۱۳۴۰ | . ۱۳۴۳           | امینی         | [ ۳۲ ]        |
| ۱۹                      | علم ۱       | عطاءالله خسروانی (۱۳۸۴–۱۲۹۸)            | [ ۳۳ ]                      | ۱۹ اردیبهشت ۱۳۴۰ | . ۱۳۴۳           |               |               |
| ۱۹                      | علم ۲       | عطاءالله خسروانی (۱۳۸۴–۱۲۹۸)            | [ ۳۴ ]                      | ۱۹ اردیبهشت ۱۳۴۰ | . ۱۳۴۳           |               |               |
| ۱۹                      | علم ۳       | عطاءالله خسروانی (۱۳۸۴–۱۲۹۸)            | [ ۳۵ ]                      | ۱۹ اردیبهشت ۱۳۴۰ | . ۱۳۴۳           |               |               |
| ۱۹                      | علم ۳       | عطاءالله خسروانی (۱۳۸۴–۱۲۹۸)            | [ ۳۵ ]                      | ۱۹ اردیبهشت ۱۳۴۰ | . ۱۳۴۳           |               |               |
| ۱۹                      | ح. منصور    | عطاءالله خسروانی (۱۳۸۴–۱۲۹۸)            | [ ۳۶ ]                      | ۱۹ اردیبهشت ۱۳۴۰ | . ۱۳۴۳           |               |               |
| وزیر کار و امور اجتماعی |             |                                         |                             |                  |                  |               |               |
| (۱۹)                    |             | عطاءالله خسروانی (۱۳۸۴–۱۲۹۸)            |                             | . ۱۳۴۳           | ۳ آذر ۱۳۴۷       | ح. منصور      | [ ۳۷ ]        |
| (۱۹)                    | هویدا ۱     | عطاءالله خسروانی (۱۳۸۴–۱۲۹۸)            | [ ۳۸ ]                      | . ۱۳۴۳           | ۳ آذر ۱۳۴۷       |               |               |
| (۱۹)                    | هویدا ۲     | عطاءالله خسروانی (۱۳۸۴–۱۲۹۸)            | [ ۳۹ ]                      | . ۱۳۴۳           | ۳ آذر ۱۳۴۷       |               |               |
| ۲۰                      | هویدا ۲     |                                         | عبدالمجید مجیدی (۱۳۹۲–۱۳۰۷) |                  | ۳ آذر ۱۳۴۷       | ۱۹ دی ۱۳۵۱    | [ ۴۰ ]        |
| ۲۰                      | هویدا ۳     | [ ۴۱ ]                                  | عبدالمجید مجیدی (۱۳۹۲–۱۳۰۷) |                  | ۳ آذر ۱۳۴۷       | ۱۹ دی ۱۳۵۱    |               |
| ۲۱                      | هویدا ۳     |                                         | امیرقاسم معینی (؟–۱۳۰۴)     |                  | ۱۹ دی ۱۳۵۱       | ۱۳ آبان ۱۳۵۵  | [ ۴۲ ]        |
| ۲۱                      | هویدا ۳     |                                         | امیرقاسم معینی (؟–۱۳۰۴)     |                  | ۱۹ دی ۱۳۵۱       | ۱۳ آبان ۱۳۵۵  | [ ۴۲ ]        |
| ۲۱                      | هویدا ۴     | [ ۴۳ ]                                  | امیرقاسم معینی (؟–۱۳۰۴)     |                  | ۱۹ دی ۱۳۵۱       | ۱۳ آبان ۱۳۵۵  |               |
| ۲۲                      | هویدا ۴     |                                         | منوچهر آزمون (۱۳۵۸–۱۳۰۹)    |                  | ۱۳ آبان ۱۳۵۵     | ۱۵ مرداد ۱۳۵۶ | [ ۴۴ ]        |
| (۲۱)                    |             | امیرقاسم معینی (؟–۱۳۰۴)                 |                             | ۱۶ مرداد ۱۳۵۶    | ۵ شهریور ۱۳۵۷    | آموزگار       | [ ۴۵ ]        |
| ۲۳                      |             | کاظم ودیعی (زادهٔ ۱۳۰۷)                  |                             | ۵ شهریور ۱۳۵۷    | ۱۵ آبان ۱۳۵۷     | شریف‌امامی ۳   | [ ۴۶ ]        |
| –                       |             | غلامعلی اویسی (۱۳۶۲–۱۲۹۷) سرپرست        |                             | ۱۵ آبان ۱۳۵۷     | ۲۰ آبان ۱۳۵۷     | ازهاری        | [ ۴۷ ]        |
| ۲۴                      |             | باقر کاتوزیان (؟–۱۲۹۱)                  |                             | ۲۰ آبان ۱۳۵۷     | ۱۶ دی ۱۳۵۷       | ازهاری        | [ ۴۸ ]        |
| ۲۵                      |             | منوچهر آریانا                           |                             | ۱۶ دی ۱۳۵۷       | ۲۲ بهمن ۱۳۵۷     | بختیار        | [ ۴۹ ]        |

### جمهوری اسلامی
| ر. | نام    | نام                               | نگاره     | آغاز تصدی       | پایان تصدی      | دولت              | رئیس دولت | م.            |
| -- | ------ | --------------------------------- | --------- | --------------- | --------------- | ----------------- | --------- | ------------- |
| ۲۶ |        | داریوش فروهر (۱۳۷۷–۱۳۰۷)          |           | ۲۴ بهمن ۱۳۵۷    | ۸ مهر ۱۳۵۸      | موقت              | بازرگان   | [ ۵۰ ]        |
| ۲۷ |        | علی اسپهبدی (زادهٔ ۱۳۱۸)           |           | ۸ مهر ۱۳۵۸      | ۱۵ آبان ۱۳۵۸    | موقت              | بازرگان   | [ ۵۱ ]        |
| ۲۸ |        | محمدرضا نعمت‌زاده (زادهٔ ۱۳۲۴)      |           | ۲۶ آبان ۱۳۵۸    | ۱۹ شهریور ۱۳۵۹  | موقت شورای انقلاب | بهشتی     | [ ۵۲ ]        |
| ۲۸ | بنی‌صدر | محمدرضا نعمت‌زاده (زادهٔ ۱۳۲۴)      |           | ۲۶ آبان ۱۳۵۸    | ۱۹ شهریور ۱۳۵۹  | موقت شورای انقلاب |           | [ ۵۲ ]        |
| –  |        | غلامعلی معتمدی (۱۳۶۰–۱۳۲۶) سرپرست |           | شهریور ۱۳۵۹     | ۱۴ آبان ۱۳۵۹    | نخست              | رجایی     |               |
| ۲۹ |        | سید محمد میرمحمدصادقی (زادهٔ ۱۳۲۴) |           | ۱۴ آبان ۱۳۵۹    | ۱۱ آبان ۱۳۶۰    | نخست              | رجایی     | ‏              |
| ۲۹ | دوم    | سید محمد میرمحمدصادقی (زادهٔ ۱۳۲۴) | باهنر     | ۱۴ آبان ۱۳۵۹    | ۱۱ آبان ۱۳۶۰    |                   |           |               |
| ۲۹ | موقت   | سید محمد میرمحمدصادقی (زادهٔ ۱۳۲۴) | مهدوی کنی | ۱۴ آبان ۱۳۵۹    | ۱۱ آبان ۱۳۶۰    |                   |           |               |
| ۳۰ |        | احمد توکلی (۱۴۰۴–۱۳۳۰)            |           | ۱۱ آبان ۱۳۶۰    | ۱۱ مرداد ۱۳۶۲   | سوم               | موسوی     | [ ۵۳ ] [ ۵۴ ] |
| –  |        | مهدی معین‌فر (زادهٔ ؟) سرپرست       |           | ۱۱ مرداد ۱۳۶۲   | ۶ شهریور ۱۳۶۲   | سوم               | موسوی     | [ ۵۵ ]        |
| ۳۱ |        | ابوالقاسم سرحدی‌زاده (۱۳۹۹–۱۳۲۴)   |           | ۶ شهریور ۱۳۶۲   | ۷ شهریور ۱۳۶۸   | سوم               | موسوی     | [ ۵۶ ]        |
| ۳۱ | چهارم  | ابوالقاسم سرحدی‌زاده (۱۳۹۹–۱۳۲۴)   | [ ۵۷ ]    | ۶ شهریور ۱۳۶۲   | ۷ شهریور ۱۳۶۸   |                   | موسوی     |               |
| ۳۲ |        | حسین کمالی (زادهٔ ۱۳۳۲)            |           | ۷ شهریور ۱۳۶۸   | ۳۱ مرداد ۱۳۸۰   | پنجم              | هاشمی     | [ ۵۸ ]        |
| ۳۲ | ششم    | حسین کمالی (زادهٔ ۱۳۳۲)            |           | ۷ شهریور ۱۳۶۸   | ۳۱ مرداد ۱۳۸۰   |                   | هاشمی     |               |
| ۳۲ |        | حسین کمالی (زادهٔ ۱۳۳۲)            | هفتم      | ۷ شهریور ۱۳۶۸   | ۳۱ مرداد ۱۳۸۰   | خاتمی             | [ ۵۹ ]    |               |
| ۳۳ |        | سید صفدر حسینی (زادهٔ ۱۳۳۳)        |           | ۳۱ مرداد ۱۳۸۰   | ۶ اردیبهشت ۱۳۸۳ | خاتمی             | هشتم      | [ ۶۰ ]        |
| ۳۴ |        | ناصر خالقی (زادهٔ ۱۳۲۸)            |           | ۶ اردیبهشت ۱۳۸۳ | ۲ شهریور ۱۳۸۴   | خاتمی             | هشتم      | [ ۶۱ ]        |
| ۳۵ |        | سید محمد جهرمی (زادهٔ ۱۳۳۷)        |           | ۲ شهریور ۱۳۸۴   | ۱۲ شهریور ۱۳۸۸  | نهم               | احمدی‌نژاد | [ ۶۲ ]        |
| ۳۶ |        | عبدالرضا شیخ‌الاسلامی (زادهٔ ۱۳۴۶)  |           | ۱۲ شهریور ۱۳۸۸  | ۱۲ مرداد ۱۳۹۰   | دهم               | احمدی‌نژاد | [ ۶۳ ]        |

## یادداشت
1. ↑  تا زمان تعیین وزیر جدید، پرویز خوانساری معاون وزیر به اداره امور پرداخت.[۱۵]